# Bobi Wine
Robert Kyagulanyi Ssentamu (Nkozi, 1982. február 2. –), művész nevén Bobi Wine, baganda születésű ugandai zenész, politikus.

## Életpályája
1982-ben született egy viszonylag jómódú katolikus családban, a baganda etnikum tagjajént. Szülei a Milton Obote rendszere ellen bozótháborút vezető Yoweri Museveni hívei voltak. Mivel az apja – akinek három felesége és 34 gyermeke volt – az első feleségével és néhány nagyobb gyermekével Tanzániába szökött, anyjával a főváros Kamwokya nevű nyomornegyedébe költözött, és ott is nőt fel. Gyermekkorában a testvéreivel együtt énekelt a templomban, megélhetésként kazettákat és lemezeket árult, vályogtéglát öntött. A kampalai Makerere Egyetemen zenét, táncot és drámát tanult, 2003-ban diplomázott.
A 2000-es évek elején néhány társával zenei forradalmat szervezett a hazájában. A jamaicai ritmust a kidandalinak nevezett afrikai beatzenével ötvözte eleinte szerelmes balladákat, bulizós dalokat énekelt. Dalai elvétve szóltak ugyan Uganda problémáiról is, így a szegénységről vagy az AIDS-járványról, de a rendszert nem bírálta. A művészneve a Bob Marley iránti tisztelet kifejező keresztnévből és a bor angol megfelelőjéből állt össze.
A színészkedést is kipróbálta, játszott néhány ugandai filmben, ami később segítette abban, hogy politikai fellépésein is meggyőzően érveljen és szónokoljon.
A politika felé való orientálódásában nagyban közrejátszott az, amikor 2007-ben Uganda rendezte a Nemzetközösség csúcstalálkozóját, és a hatóságok eltávolították az utcákról a koldusokat és az utcai árusokat. Ezt személyes sértésnek vette, úgy érezte, mivel nekik írja a dalait, ő is közéjük tartozik. Ezt követően vette fel a Ghetto című számát, amelyben azzal vádolta a kormányt, hogy elárulja a polgárait. Innen ragadt rá a gettóelnök elnevezés. Miután egyre gyakrabban szembesült a korrupt és elnyomó rendszerrel, belevágott a politikai életbe. Elutasította Museveni 135 ezer dolláros ajánlatát, hogy hízelgő dalt énekeljen róla, helyette inkább függetlenként indult a 2017-es parlamenti választáson, és képviselőnek választották. 2018-ban őrizetbe vették árulás, majd 2019 májusában megint a hatóságnak való ellenszegülés vádjával.
2019 júliusában bejelentette, hogy a 2021-es elnökválasztáson az államfő kihívója lesz, az elnyomás és a korrupció felszámolását, valamint az etnikailag rendkívül színes Uganda egységének jelszavát tűzve ki zászlajára. Az elnökválasztási kampánya során fellépéseit betiltották, ahogy a hívei által viselt, jelképpé vált piros sapkát is. Nagygyűlésein a hatóságok rendre letartóztatták, csakúgy mint kampánystábjának több tagját. A január 14-én megtartott választást végül Musweveni nyerte, a voksok 58,64%-át szerezve meg, míg Wine – a 34,83%-ot figyelembe véve – 3,47 millió ember szavazatával a második helyen végzett.